# Ehingen am Ries
Ehingen am Ries este o comună aflată în districtul Donau-Ries, landul Bavaria, Germania.